# Distrito electoral de Cache (condado de Alexander, Illinois)
Cache (en inglés: Cache Precinct) es un distrito electoral ubicado en el condado de Alexander en el estado estadounidense de Illinois. En el Censo de 2010 tenía una población de 413 habitantes y una densidad poblacional de 2,42 personas por km².

## Geografía
Cache se encuentra ubicado en las coordenadas 37°4′25″N 89°16′42″O / 37.07361, -89.27833. Según la Oficina del Censo de los Estados Unidos, Cache tiene una superficie total de 170.71 km², de la cual 149.71 km² corresponden a tierra firme y (12.3%) 20.99 km² es agua.

## Demografía
Según el censo de 2010, había 413 personas residiendo en Cache. La densidad de población era de 2,42 hab./km². De los 413 habitantes, Cache estaba compuesto por el 61.5% blancos, el 35.59% eran afroamericanos, el 0.24% eran amerindios, el 0.24% eran asiáticos, el 0.48% eran isleños del Pacífico, el 0% eran de otras razas y el 1.94% pertenecían a dos o más razas. Del total de la población el 0% eran hispanos o latinos de cualquier raza.